# Tim Albutat
Tim Albutat (Taunusstein, 23 settembre 1992) è un calciatore tedesco, di ruolo centrocampista.

## Carriera

### Club
Cresciuto nel settore giovanile del Friburgo, ha esordito in prima squadra l'11 maggio 2013 disputando l'incontro di Bundesliga vinto 1-2 contro il Greuther Fürth.

### Nazionale
Nel 2010 ha giocato 3 partite con la nazionale tedesca Under-18.

## Statistiche

### Presenze e reti nei club
Statistiche aggiornate al 18 marzo 2022.
| Stagione           | Squadra            | Campionato         | Campionato | Campionato | Coppe nazionali | Coppe nazionali | Coppe nazionali | Coppe continentali | Coppe continentali | Coppe continentali | Altre coppe | Altre coppe | Altre coppe | Totale | Totale |
| Stagione           | Squadra            | Comp               | Pres       | Reti       | Comp            | Pres            | Reti            | Comp               | Pres               | Reti               | Comp        | Pres        | Reti        | Pres   | Reti   |
| ------------------ | ------------------ | ------------------ | ---------- | ---------- | --------------- | --------------- | --------------- | ------------------ | ------------------ | ------------------ | ----------- | ----------- | ----------- | ------ | ------ |
| 2010-2011          | Friburgo II        | RL                 | 1          | 0          |                 | -               | -               |                    | -                  | -                  |             | -           | -           | 1      | 0      |
| 2011-2012          | Friburgo II        | RL                 | 26         | 0          |                 | -               | -               |                    | -                  | -                  |             | -           | -           | 26     | 0      |
| 2012-2013          | Friburgo II        | RL                 | 32         | 3          |                 | -               | -               |                    | -                  | -                  |             | -           | -           | 32     | 3      |
| 2013-2014          | Friburgo II        | RL                 | 30         | 1          |                 | -               | -               |                    | -                  | -                  |             | -           | -           | 30     | 1      |
| Totale Friburgo II | Totale Friburgo II | Totale Friburgo II | 89         | 4          |                 | -               | -               |                    | -                  | -                  |             | -           | -           | 89     | 4      |
| mag. 2013          | Friburgo           | BL                 | 1          | 0          | CG              | -               | -               |                    | -                  | -                  |             | -           | -           | 1      | 0      |
| 2013-2014          | Friburgo           | BL                 | 1          | 0          | CG              | 0               | 0               | UEL                | 2                  | 0                  |             | -           | -           | 3      | 0      |
| Totale Friburgo    | Totale Friburgo    | Totale Friburgo    | 2          | 0          |                 | 0               | 0               |                    | 2                  | 0                  |             | -           | -           | 4      | 0      |
| 2014-2015          | Duisburg           | 3L                 | 33         | 1          | CG              | 2               | 0               |                    | -                  | -                  |             | -           | -           | 35     | 1      |
| 2015-2016          | Duisburg           | 2L                 | 23         | 1          | CG              | 1               | 0               |                    | -                  | -                  |             | -           | -           | 24     | 1      |
| 2016-2017          | Duisburg           | 3L                 | 32         | 2          | CG              | 1               | 0               |                    | -                  | -                  |             | -           | -           | 33     | 2      |
| 2017-2018          | Duisburg           | 2L                 | 13         | 0          | CG              | 0               | 0               |                    | -                  | -                  |             | -           | -           | 13     | 0      |
| 2018-2019          | Duisburg           | 2L                 | 16         | 1          | CG              | 0               | 0               |                    | -                  | -                  |             | -           | -           | 16     | 1      |
| 2019-2020          | Duisburg           | 3L                 | 33         | 2          | CG              | 2               | 1               |                    | -                  | -                  |             | -           | -           | 35     | 3      |
| Totale Duisburg    | Totale Duisburg    | Totale Duisburg    | 150        | 7          |                 | 6               | 1               |                    | -                  | -                  |             | -           | -           | 156    | 8      |
| 2020-2021          | Uerdingen 05       | 3L                 | 19         | 1          |                 | -               | -               |                    | -                  | -                  |             | -           | -           | 19     | 1      |
| Totale carriera    | Totale carriera    | Totale carriera    | 260        | 12         |                 | 6               | 1               |                    | 2                  | 0                  |             | -           | -           | 268    | 13     |

## Palmarès

### Club

#### Competizioni nazionali
- 3. Liga: 1

Duisburg: 2016-2017